# Theridion modestum
Theridion modestum là một loài nhện trong họ Theridiidae.
Loài này thuộc chi Theridion. Theridion modestum được Eugène Simon miêu tả năm 1894.